# Kol
Kol – rodzaj teropoda z grupy celurozaurów żyjącego w późnej kredzie na terenie dzisiejszej Mongolii. Został opisany w 2009 roku przez Alana Turnera, Sterlinga Nesbitta i Marka Norella w oparciu o niemal kompletną prawą stopę i śródstopie oraz jedną dystalną kość stępu (IGM 100/2011); autorzy ci zaliczyli go do rodziny alwarezaurów (Alvarezsauridae). Podobnie jak u większości teropodów funkcje podporowe pełniły trzy palce – pierwszy był bardzo krótki i składał się z zaledwie dwóch paliczków, a piąty zanikł całkowicie. Drugi palec liczył trzy paliczki, trzeci – cztery, a czwarty – pięć. Śródstopie mierzy 225 mm długości, co sugeruje, że Kol ghuva był największym znanym alwarezaurem (przy założeniu, że należał do tej grupy – ale patrz niżej), ważącym prawdopodobnie ponad 15 kg. Było ono bardzo wydłużone i smukłe, miało też skrajnie wykształcone arctometatarsus. Obecność tej struktury upodabnia Kol do owiraptorozaura Avimimus portentosus i dowodzi, że był on bardziej zaawansowany niż alwarezaury Patagonykus puertai i Alvarezsaurus calvoi. Hipotezę tę potwierdziła analiza przeprowadzona przez Nesbitta i współpracowników, według której Kol stanowi takson siostrzany dla kladu obejmującego niewielkie azjatyckie alwarezaury – Mononykus, Albinykus i Shuvuuia. Przynależność Kol do Alvarezsauridae zakwestionowali Agnolin i współpracownicy (2012); według tych autorów wskazane przez Turnera, Nesbitta i Norella (2009) cechy budowy zachowanych kości K. ghuva, które miały dowodzić jego przynależności do alwarezaurów w rzeczywistości występują również u owiraptorozaurów. Z tej przyczyny, oraz z powodu pewnych podobieństw w budowie kości Kol do kości owiraptorozaurów (zwłaszcza tych z grupy Caenagnathoidea) Agnolin i współpracownicy uznają, że pozycja filogenetyczna K. ghuva w obrębie Coelurosauria jest niepewna i że ustalenie jej wymaga dalszych badań.
W Ukhaa Togold, gdzie odnaleziono skamieniałości Kol ghuva, odkryto również szczątki kilku osobników innego alwarezaura – Shuvuuia deserti. Fakt, że dotąd odkryto pozostałości zaledwie jednego osobnika Kol ghuva, sugeruje, że gatunek ten był znacznie rzadszy.
Nazwa gatunku typowego, Kol ghuva, pochodzi od mongolskich słów köl, oznaczającego stopę, oraz ghuv-a („piękna”).